# Лестер Морган
Лестер Морган Суасо (ісп. Lester Morgan Suazo; 2 травня 1976, Гуанакасте, Коста-Рика — 1 листопада 2002, Сан-Рафаєль) — костариканський футболіст, що грав на позиції воротаря.
Виступав за національну збірну Коста-Рики.

## Клубна кар'єра
У дорослому футболі дебютував 1995 року виступами за команду клубу «Гуанакастека», в якій провів один сезон.
1996 року перейшов до клубу «Ередіано», за який відіграв шість сезонів.

## Виступи за збірну
1999 року дебютував в офіційних матчах у складі національної збірної Коста-Рики. Протягом кар'єри у національній команді, яка тривала 4 роки, провів у формі головної команди країни 6 матчів.
У складі збірної був учасником розіграшу Кубка Америки 2001 року у Колумбії, чемпіонату світу 2002 року в Японії і Південній Кореї.

## Смерть
Здійснив самогубство 1 листопада 2002 року. У передсмертній записці він написав, що перебуває під серйозним тиском через аліменти, оскільки мав дітей від трьох жінок і дружини.

## Титули і досягнення
- Переможець Кубка центральноамериканських націй: 1999